# Perfect Weapon
«Perfect Weapon», en español «arma perfecta», es una canción interpretada por la banda estadounidense Black Veil Brides y escrita por su vocalista Andy Biersack. Fue promocionada como el sencillo debut del grupo y fue incluido en su también primer álbum We Stitch These Wounds.

## Video musical
El video fue lanzado el 17 de junio de 2010. Se inicia mostrando a los miembros de la banda, arreglándose con el maquillaje, la ropa, los símbolos católicos, después de que se enfoca a Andy fumando, se ven los miembros en un espejo y se ve el esqueleto de una virgen, cuando comienza la canción, en el penúltimo coro, un grupo de niños y adolescentes aparecen detrás de ellos, gritando Go!, junto a Andy, mientras que él casi al final de la canción se arrodilla y reza. Al final de la canción, los niños gritan una y otra vez Black Veil Brides!.

## Listado de canciones
1. «Perfect Weapon» - 4:07

## Personal

### Black Veil Brides
- Andy Biersack - voz
- Jeremy Ferguson - guitarra rítmica
- Jake Pitts - guitarra líder
- Ashley Purdy - bajo eléctrico
- Sandra Alvarenga - batería

### Producción y músicos adicionales
- Producido por Don DeBiase.
- Mezclada por Johnny Burke.
- Video dirigido por Patrick Fogarty.

- Datos: Q9058447